# 2652 Yabuuti
A 2652 Yabuuti (ideiglenes jelöléssel 1953 GM) a Naprendszer kisbolygóövében található aszteroida. Karl Wilhelm Reinmuth fedezte fel 1953. április 7-én.